# Jardin d'émail
Jardin d'émail (emailletuin) is een beeldhouwwerk van de Franse kunstenaar Jean Dubuffet in de beeldentuin van het Kröller-Müller Museum in Otterlo.

## Voorstelling

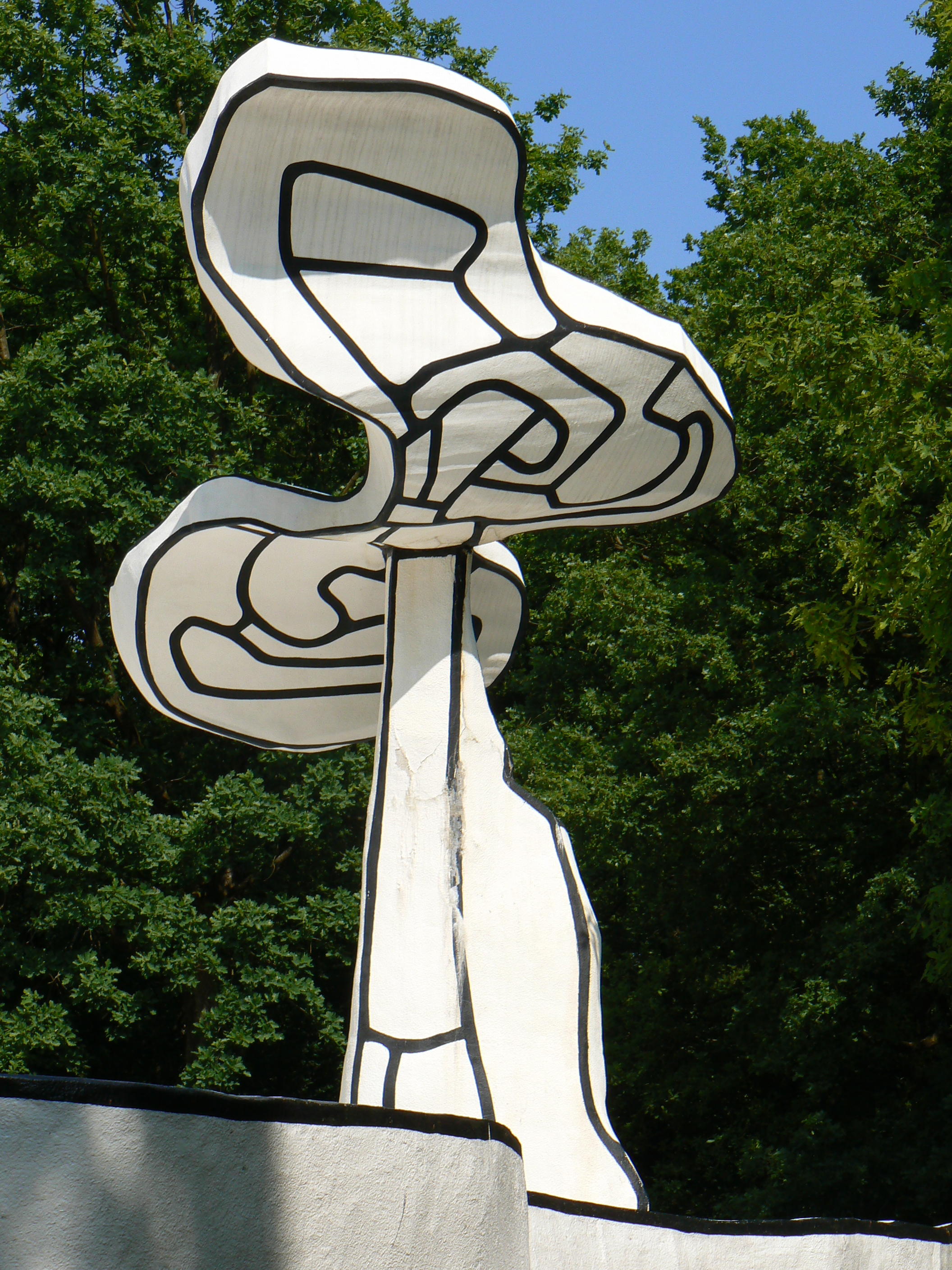
Detail

Het stelt een grote, omheinde tuin voor met daarin een boom en twee struiken. Het werk is toegankelijk via een opening aan de zijkant. Het geheel is uitgevoerd in glasvezel versterkt epoxy (kunsthars) en beschilderd met zwart omlijnde witte vlakken, die doen denken aan email cloisonné. De kunstenaar, Jean Dubuffet, begon in 1962 met deze stijl, die hij L'hourloupe noemde, en beperkte zich hierbij aanvankelijk tot tekeningen en schilderijen. Vanaf 1966 begon hij ook driedimensionale hourloupes te maken in polystyreen (kunststof).

## Ontstaan
In 1968 bezocht de toenmalige directeur van het Kröller-Müller Museum, Rudi Oxenaar, een tentoonstelling van het werk van Dubuffet, waaronder een maquette van de Jardin d'émail. Vervolgens kreeg Oxenaar het idee om deze in groot formaat uit te laten voeren voor het in 1961 geopende beeldenpark van het Kröller-Müller Museum. In juli 1972 kreeg Dubuffet de opdracht deze uit te voeren. De precieze locatie van het werk werd in overleg met de kunstenaar zelf gekozen. Het werk werd ter plekke uitgevoerd en in 1974 voltooid. Het bestaat uit een basis van beton. De kruin van de boom en de struiken werden in polyester afgegoten.
In de periode 2016-2020 is het werk volledig gerestaureerd.